# إغان شامبرز
إغان شامبرز هو سياسي كندي، ولد في 22 مارس 1921 في مونتريال في كندا، وتوفي بنفس المكان في 5 مايو 1994. نشط حزبياً في الحزب الكندي التقدمي المحافظ. وقد انتخب عضو مجلس العموم الكندي عن دائرة سان لوران—سان جورج ‏ (31 مارس 1958 – 18 يونيو 1962).